# Championnat d'Éthiopie de football 2001-2002
Navigation
Saison précédente Saison suivante
La saison 2001-2002 du Championnat d'Éthiopie de football est la cinquante-sixième édition de la première division en Éthiopie, la National League. Elle regroupe, sous forme d'une poule unique, les quatorze meilleures équipes du pays qui se rencontrent deux fois, à domicile et à l'extérieur. En fin de saison, les deux derniers du classement sont relégués et remplacés par les deux meilleures formations de deuxième division.
C'est le club de Saint-George SA qui remporte le championnat cette saison après avoir terminé en tête du classement final, avec onze points d'avance sur Ethiopian Coffee et seize sur le tenant du titre, EEPCO. C'est le dix-huitième titre de champion d'Éthiopie de l'histoire du club.

## Les clubs participants
| - EEPCO - Ethiopian Insurance FC - Ethiopian Bunna - Awassa City FC - Dire Dawa Railways FC - Adama City - Nyala SC - Promu de D2 | - Arba Minch Textile FC - Promu de D2 - Guna FC - Banks Sports Club - Saint-George SA - Muger Cement FC - Trans Ethiopia FC - Wonji Sugar FC |

## Compétition
Le barème de points servant à établir les classements se décompose ainsi :
- Victoire : 3 points
- Match nul : 1 point
- Défaite : 0 point

### Classement
| Rang | Équipe                  | Pts | J  | G  | N  | P  | Bp | Bc | Diff |
| ---- | ----------------------- | --- | -- | -- | -- | -- | -- | -- | ---- |
| 1    | Saint-George SA         | 61  | 26 | 19 | 4  | 3  | 48 | 19 | +29  |
| 2    | Ethiopian Coffee        | 50  | 26 | 15 | 5  | 6  | 41 | 27 | +14  |
| 3    | EEPCOT                  | 45  | 26 | 13 | 6  | 7  | 49 | 33 | +16  |
| 4    | Banks Sports Club       | 36  | 26 | 9  | 9  | 8  | 37 | 37 | 0    |
| 5    | Muger Cement FC         | 35  | 26 | 10 | 5  | 11 | 30 | 38 | -8   |
| 6    | Arba Minch Textile FCP  | 33  | 26 | 9  | 6  | 11 | 31 | 30 | +1   |
| 7    | Dire Dawa Railways FC   | 33  | 26 | 9  | 6  | 11 | 36 | 40 | -4   |
| 8    | Adama City              | 32  | 26 | 8  | 8  | 10 | 25 | 29 | -4   |
| 9    | Nyala SCP               | 32  | 26 | 9  | 5  | 12 | 36 | 40 | -4   |
| 10   | Trans Ethiopia FC       | 31  | 26 | 8  | 7  | 11 | 27 | 32 | -5   |
| 11   | Ethiopian Insurance FCC | 31  | 26 | 8  | 7  | 11 | 28 | 35 | -7   |
| 12   | Awassa City FC          | 31  | 26 | 9  | 4  | 13 | 19 | 30 | -11  |
| 13   | Guna FC                 | 30  | 26 | 6  | 12 | 8  | 21 | 24 | -3   |
| 14   | Wonji Sugar FC          | 21  | 26 | 5  | 6  | 15 | 18 | 32 | -14  |

|  | Qualification pour la Ligue des champions de la CAF 2003                                |
|  | Qualification pour la Coupe des Coupes 2003                                             |
|  | Qualification pour la Coupe de la CAF 2003                                              |
|  | Relégation directe en deuxième division                                                 |
|  | T : Tenant du titre C : Vainqueur de la Coupe d'Éthiopie P : Promu de deuxième division |

## Bilan de la saison
| Championnat d'Éthiopie de football 2001-2002 |                             |
| Champion                                     | Saint-George SA (18e titre) |
| Coupes et trophées                           |                             |
| Vainqueur de la Coupe d'Éthiopie 2001-2002   | Ethiopian Insurance FC      |
| Qualifications continentales                 |                             |
| Ligue des champions de la CAF 2003           | Saint-George SA             |
| Coupe des Coupes 2003                        | Ethiopian Insurance FC      |
| Coupe de la CAF 2003                         | EEPCO                       |
| Promotions et relégations                    |                             |
| Promus en National League                    | Berhanena Selam FC          |
| Promus en National League                    | Harrar Beer Botling FC      |
| Relégués en Second League                    | Guna FC                     |
| Relégués en Second League                    | Wonji Sugar FC              |